# Linta be
Linta be — монотипний вид п'явок роду Linta родини Salifidae підряду Erpobdelliformes ряду Безхоботні п'явки (Arhynchobdellida). Раніше рід відносили до родини Haemopidae. Назва роду походить від малагасійського слова, що означає водяних хробаків (п'явок), а виду від слова «be», тобто «великий», «дуже багато».

## Опис
Загальна довжина досягає 35 мм. Тіло циліндричне, хробакоподібне, складається з 5-кільцевих сомітів (кожен такий соміт складається з 6 кілець, відповідно загалом п'явка поділена на 30 кілець). Має 5 пар очей: 1 і 2 пара розташовані з боків, розділені 2 кільцями; від 2 пари через 2,5 кільця розташована 3 пара, що міститься на борозні; 4 пара очей відділена від 3-ї у 2,5 кільця, розташована на кільці; 5 пара відділена від 4-ї на 4,5 кільця. Усі ці пари розташовано за параболічною дугою. Горлові фарінгельні стілети (м'язові утворення від рота до шлунка) подвоєні, невеличкі. Чоловічі гонотопи (спарювальні органи) розташовано на 12 кільці (спермасті протоки товсті і довгі, сягаючи 15 кільця), жіночі — на 13 кільці. Особливістю є наявність залозистої тканини в гонопорах. Водночас відсутні додаткові копулятивні пори. Анус розташовано на 27 кільці.
Забарвлення спини коливається від червоно-коричневого до темно-сірого кольору.

## Спосіб життя
Зустрічається у струмках та невеличких річках у гірські місцині. Тримається каміння та водяних рослин. Є бентосним хижаком, що полює на дрібних водних безхребетних, яких заковтує цілком.
Парування і розмноження цієї п'явки ще достеменно не вивчено.

## Розповсюдження
Є ендеміком Мадагаскару, зустрічається в регіоні Анузі.